# Villa Jeanneret-Raaf
Villa Jeanneret-Raaf je vila v Paříži, na jejíž stavbě se podílel architekt Le Corbusier. Nachází se na adrese Square du Docteur-Blanche č. 8 v 16. obvodu. Sídlí zde nadace Fondation Le Corbusier, která zde má kanceláře a knihovnu.

## Historie
Vilu postavili v letech 1923–1925 architekt Le Corbusier a jeho bratranec Pierre Jeanneret pro Le Corbusierova bratra Alberta Jeannereta a jeho snoubenku Lotti Raaf. Na vnitřním vybavení se v roce 1928 podílela architektka Charlotte Perriand.
Dům využívá Fondation Le Corbusier jako své sídlo spolu se sousedním domem Villa La Roche. Obě stavby byly součástí společného projektu více domů, ale nakonec byly realizovány jen tyto dvě vily.
Dům zahrnoval salon, jídelnu, ložnici, pracovnu, kuchyň, pokoj pro služku a garáž. Stavba je obrácená na sever a rozvržení neumožnilo okna s výhledem na zadní zahradu. Proto bylo nutné prosvětlit dům dvorem, terasou a světlíky. Na střeše je terasa připomínající palubu lodi.
Oba domy jsou od roku 1996 chráněny jako historické památky.